# Toleni
Toleni (en népalais : तोलेनी) est un comité de développement villageois du Népal situé dans le district de Doti. Au recensement de 2011, il comptait 6 177 habitants.